# Adam Walther Strobel
Adam Walther Strobel (* 23. Februar 1792 in Straßburg, Elsass; † 28. Juli 1850 ebenda) war ein deutscher Gymnasiallehrer und elsässischer Regionalhistoriker.

## Leben
Strobel hatte das evangelische Gymnasium in Straßburg besucht, bevor er anschließend am dortigen Seminar Theologie studierte. Im Jahr 1811, noch vor seiner Ordination, übernahm er eine Lehrerstelle an der Pfarrschule von Alt-St. Peter. Von 1830 an war er 20 Jahre lang in Straßburg als Gymnasiallehrer tätig. Er betrieb historische Studien, wobei sein Hauptinteresse der Regionalgeschichte des Elsass galt. 1850 zog er sich ins Privatleben zurück, um sich ganz seinen Forschungen widmen zu können, doch verstarb er noch im selben Jahr.

## Werke (Auswahl)
- Beiträge zur deutschen Literatur und Literaturgeschichte; enthaltend: Kleine Gedichte Sebastian Brandts, nebst einer Biographie und  Portrait; Briefe von Thomas Murner, nebst fac simile; Conrad von Danckrotzheim, das heilige Namenbuch. Verlag F. G. Levrault, Paris/Straßburg 1827 (Google Books).
- Vorwort zu: Closeners's Strassburgische Chronik (= Bibliothek des literarischen Vereins in Stuttgart, Band I). Druck von J. Kreuzer, Stuttgart 1843 (Google Books).
- Das Münster in Straßburg, geschichtlich und nach seinen Theilen geschildert,  Schmidt und Grucker, Straßburg  1844 (Google Books).
- Das Münster in Straßburg, geschichtlich und nach seinen Theilen geschildert,  achte neubearbeitete Auflage, Friedrich Bull und  J. G. Grucker, Straßburg  1869 (Google Books), zehnte Auflage, Straßburg 1871  (Google Books).
- Französische Volksdichter in Biographien, Uebersetzungen und Auszügen, 1846.
- Vaterländische Geschichte des Elsasses von der frühesten Zeit bis zur Revolution 1789, Straßburg 1841–1849 (2. Ausgabe 1851)
  - Erster Theil 1841 (Google Books), 2. Ausgabe 1851 (Google Books).
  - Zweiter Theil 1842  (Google Books), 2. Ausgabe 1851 (Google Books)
  - Dritter Theil 1843 (Google Books), 2. Ausgabe 1851 (Google Books).
  - Vierter Theil 1844 (Google Books) (Google Books).
  - Fünfter Theil 1846 (Google Books), 2. Ausgabe 1851 (Google Books).
  - Sechster Theil 1849 (Google Books), 2. Ausgabe 1851 (Google Books). Ludwig Heinrich Engelhardt Bruder des Moritz Engelhardt setzte die Reihe mit einem siebten Band fort.

als Herausgeber
- Johann Andreas Silbermann: Beschreibung von Hohenburg oder dem Sanct-Odilienberg, samt umliegender Gegend. Neuauflage des 1781 bei Lorenz und Schuler, Straßburg, erschienenen Werks (Google Books), besorgt von Adam Walther Strobel, Verlag G. Silbermann, Straßburg 1835 (Google Books).